# 一色義貫
一色 義貫（いっしき よしつら）は、室町時代の武将、守護大名。侍所頭人。丹後一色家の当主。はじめ義範、のち義貫と称した。五郎。若狭国・三河国・丹後国および尾張国知多郡・同国海東郡を有し、一色氏の最盛期を築いた。

## 生涯
応永16年（1409年）1月6日、父・一色満範が死去する。このとき10歳。家督を継ぐと同時に丹後国守護及び尾張国海東郡・知多郡の郡主に任じられる。同18年（1411年）11月、兵部少輔に任じられる。
「若狭国守護職次第」に、応永18年6月13日、一色次郎（持範）と五郎（義貫）の兄弟が和睦したとあり、両者の間で家督争いがあったことを反映していると考えられる。
この頃（応永18〜19年頃）元服し、将軍足利義持より偏諱「義」を与えられたと推測される。義貫の父・満範以前の一色氏当主は、「氏」「詮」「満」の偏諱を拝領しており、「義」字を与えられたのは義貫が最初となる。
応永19年（1412年）に若狭国、同22年（1415年）には三河国、同25年（1418年）10月以降には山城国守護となったことで4カ国の守護を兼ねる有力大名となった。応永21年（1414年）8月9日、侍所頭人に在職の徴証があり、同28年（1421年）2月7日まで務めた。
応永22年（1415年）、伊勢国国司・北畠満雅が小倉宮聖承を擁して挙兵した。義貫は追討軍の総大将に任命され、同年4月、伊勢に向かい、援軍の畠山満慶と共にこれを平定した。
応永23年（1416年）、鎌倉府にて上杉禅秀の乱が起きた際、上杉禅秀の娘を妾としている足利義嗣が京から出奔し山城高雄に遁世、義持により仁和寺興徳庵に移される騒動が起きると、義嗣の身柄奪還の懸念から侍所別当であった義貫（当時は義範）が警固している。
応永25年（1418年）10月24日、山城国守護に補任された。また、この頃、左京大夫となった。
応永34年（1427年）9月、赤松義則が死去すると、将軍義持は、その遺領を赤松満祐が継ぐことを認めず、播磨国を御料国（将軍の直轄地）にし、赤松持貞をその代官に任じた。これに反発した満祐が京の自邸を焼き払って帰国すると、義持は義貫と山名時煕に追討を命じたが、義貫は管領畠山満家の意向を受け、出発しなかった。
正長元年（1429年）、再び反乱を起こした北畠満雅攻めに従軍した。
四職の1人となって幕政に参与した。
永享元年（1429年）3月15日、6代将軍となり、それまでの義宣から改名した足利義教と音が通じるため、義範から義貫に改名する。
永享2年（1430年）7月25日に行われた義教の右大将拝賀式において、義貫は布衣一騎打ちの先頭を強く望んだものの許されず、式を欠席した。このとき義貫の処分が検討され、義貫も一戦する覚悟だったが、畠山満家、管領・斯波義淳、細川持之らが義教を諫止したため、処分は見送られた。
永享9年（1437年）3月、義教の命で大和国に出陣した（『師郷記』）。
永享12年（1440年）5月15日、大和の陣中で、義教の命を受けた武田信栄・細川持常らによって、土岐持頼と共に攻撃を受け、自害した。享年41。安養寺と号す。
その翌日、同族の一色教親が、京都・勘解由小路堀川にある義貫の屋形を接収した。この際、義貫の家臣たちは抵抗し、討たれ、屋形は焼失した。
鎌倉公方足利持氏の家臣であり、永享の乱の大将の一人だった同族の一色時家（持家）が、義貫が守護職を務めていた三河国に逃れており、このことが誅殺された要因の一つとみられている。義貫は4か国の守護を兼ねる有力者であるため、義教に警戒され、暗殺されたとも言われる。また、一色氏内部でも、家督をめぐり、兄の持範・甥（弟・持信の子）である教親との抗争があった。
義貫の守護職のうち、若狭国は武田信栄に、丹後国は一色教親に、三河国は細川持常に、それぞれ与えられた。